# Горда плоть
«Горда плоть» (Proud Flesh) — американська комедійна мелодрама режисера Кінга Відора 1925 року.

## Сюжет
Сирота, після землетрусу в Сан-Франциско, переїжджає до родичів в Іспанію і до неї починає залицятись Ромео. Вона відмовляє йому, щоб повернутися до водопровідника з Сан-Франциско.

## У ролях
- Елеонор Бордман — Фернанда
- Пет О'Мейллі — Пет O'Мейллі
- Гаррісон Форд — Дон Джеймі
- Тріксі Фріганза — місіс МакКі
- Вільям Дж. Келлі — містер МакКі
- Розіта Марстіні — Вісенте
- Седзін Каміяма — Вонг
- Евелін Шерман — іспанська тітка
- Джордж Ніколс — іспанський дядько
- Маргарет Седдон — місіс O'Мейллі
- Лілліан Елліотт — місіс Кейсі